# Porto de Lidköping
O porto de Lidköping (em sueco:  Lidköpings hamn) ou Lidecopinga é o segundo maior porto do lago Vänern, medido em tonelagem transportada. Está situado no centro da cidade de Lidköping, onde o rio Lidan desagua no Vänern. 

O porto é um cordão umbilical para a região de Skaraborg e a sua economia, proporcionando uma ligação direta entre o lago Vänern e o Mar do Norte. As principais cargas transportadas através do porto são combustíveis e produtos agrícolas.